# Valente Mendoza
Valente Mendoza (* 17. Januar 1997) ist ein mexikanischer Leichtathlet, der sich auf die 400-Meter-Distanz spezialisiert hat.

## Sportliche Laufbahn
Erste internationale Erfahrungen sammelte Valente Mendoza im Jahr 2014 bei den U18-Zentralamerika und Karibikmeisterschaften in Morelia, bei denen er mit der mexikanischen 4-mal-400-Meter-Staffel in 3:20,59 min den fünften Platz belegte. 2019 nahm er an der Sommer-Universiade in Neapel teil und siegte dort überraschend über 400 Meter in 45,63 s und sicherte sich auch mit der Staffel in 3:02,89 min die Goldmedaille vor den Teams aus Südafrika und Polen. 2022 belegte er bei den Ibero-Amerikanischen Meisterschaften in La Nucia in 46,51 s den siebten Platz über 400 Meter und im Jahr darauf schied er bei den Zentralamerika- und Karibikspielen in San Salvador mit 46,73 s im Vorlauf aus. Im November gewann er bei den Panamerikanischen Spielen in Santiago de Chile in 3:04,22 min gemeinsam mit Guillermo Campos, Luis Avilés und Edgar Ramírez die Silbermedaille mit der Staffel hinter dem brasilianischen Team. Bei den World Athletics Relays 2024 in Nassau wurde er in 3:03,47 min Dritter im A-Lauf über 4-mal 400 Meter in der 2. Qualifikationsrunde für die Olympischen Spiele. Zudem wurde er in der Mixed-Staffel in der ersten Runde disqualifiziert. Kurz darauf belegte er in 46,13 s den vierten Platz über 400 Meter bei den Ibero-Amerikanischen Meisterschaften in Cuiabá und siegte mit der Männerstaffel in 3:05,73 min.
In den Jahren 2017 und 2019 wurde Mendoza mexikanischer Meister im 400-Meter-Lauf.

## Persönliche Bestleistungen
- 400 Meter: 45,38 s, 8. April 2023 in Mexiko-Stadt